# Цестус
Цестус е древна бойна ръкавица, понякога използвана в панкратион (древногръцки бокс). По своя ефект цестусът е еквивалентен на бокса (оръжието) използвано в Класическия свят.
Латинската дума цестус (cestus, мн. ч. – caestūs) произлиза от глагола „caedere“, означаващ „да ударя“. Той не е свързан етимологично с подобното съществително име „cestus“ (мн.ч. – cestī), което е имало значение на вид колан, носен от жените в Древна Гърция.
Първата версия на бойния цестус представлявала няколко кожени ремъка, който се връзвали на ръката. Гърците ги използвали при своите състезания, където се играело с голи ръце и важал само нокаутът. Римляните модифицират конструкцията като добавят и метални части, включително и шипове, железни пластини и други подобни. Вариантите на това оръжие включвали и мирмекс (myrmex) или „резача на крайници“ и оригиналното гръцко „сфайрай“ (sphairai), което представлявало тънки кожени ремъци и остриета.
Цестус често се използвал в римските гладиаторски двубои, където невъоръжени хора – най-често роби – се биели до смърт. Тази форма на бокса с времето станала изключително кървава докато цестуса не бил официално забранен през първи век от преди новата ера. Битките били забранени през 393 г.
Най-известното изображение на цестус е скулптурата „Боксьора от Куиринал“ в Рим. Фигурата е в седнала позиция и носи цестус на ръцете си.